# Kabinet-Babiš II
Het kabinet–Babiš II was de regering van de Tsjechische Republiek van 28 juni 2018 tot 28 november 2021. Het kabinet werd gevormd door de politieke partijen ANO 2011 (ANO) en de Tsjechische Sociaaldemocratische Partij (ČSSD), Andrej Babiš van ANO werd door president Miloš Zeman tot premier aangesteld voor een tweede termijn.

## Kabinet–Babiš II (2018–2021)
| Ambtsbekleder                    | Ambtsbekleder     | Ambtsbekleder            | Functie(s)                             | Ambtstermijn      | Ambtstermijn      | Partij(en) |
| -------------------------------- | ----------------- | ------------------------ | -------------------------------------- | ----------------- | ----------------- | ---------- |
|                                  | Andrej Babiš      | Andrej Babiš (1954)      | Premier                                | 6 december 2017   | 28 november 2021  | ANO        |
|                                  | Jan Hamáček       | Jan Hamáček (1978)       | Vicepremier                            | 28 juni 2018      | 28 november 2021  | ČSSD       |
| Minister van Binnenlandse Zaken  | Jan Hamáček       | Jan Hamáček (1978)       |                                        | 28 juni 2018      | 28 november 2021  | ČSSD       |
|                                  | Richard Brabec    | Richard Brabec (1966)    | Vicepremier                            | 24 mei 2017       | 30 april 2019     | ANO        |
| Minister van Milieu              | Richard Brabec    | Richard Brabec (1966)    | 17 januari 2014                        | 28 november 2021  |                   | ANO        |
|                                  | Alena Schillerová | Alena Schillerová (1964) | Vicepremier                            | 30 april 2019     | 28 november 2021  | O          |
| Minister van Financiën           | Alena Schillerová | Alena Schillerová (1964) | 6 december 2017                        |                   | 28 november 2021  | O          |
|                                  | Karel Havlíček    | Karel Havlíček (1969)    | Vicepremier                            | 30 april 2019     | 28 november 2021  | O          |
| Minister van Industrie en Handel | Karel Havlíček    | Karel Havlíček (1969)    |                                        | 30 april 2019     | 28 november 2021  | O          |
| Minister van Verkeer             | Karel Havlíček    | Karel Havlíček (1969)    | 20 januari 2020                        |                   | 28 november 2021  | O          |
|                                  | Jan Hamáček       | Jan Hamáček (1978)       | Minister van Buitenlandse Zaken        | 28 juni 2018      | 16 oktober 2018   | ČSSD       |
|                                  | Tomáš Petříček    | Tomáš Petříček (1981)    | Minister van Buitenlandse Zaken        | 16 oktober 2018   | 12 april 2021     | ČSSD       |
|                                  | Jan Hamáček       | Jan Hamáček (1978)       | Minister van Buitenlandse Zaken        | 12 april 2021     | 21 april 2021     | ČSSD       |
|                                  | Jakub Kulhánek    | Jakub Kulhánek (1984)    | Minister van Buitenlandse Zaken        | 21 april 2021     | 28 november 2021  | ČSSD       |
|                                  | Robert Pelikán    | Taťána Malá (1981)       | Minister van Justitie                  | 28 juni 2018      | 10 juli 2018      | ANO        |
|                                  |                   | Jan Kněžínek (1979)      | Minister van Justitie                  | 10 juli 2018      | 30 april 2019     | O          |
|                                  |                   | Marie Benešová (1948)    | Minister van Justitie                  | 30 april 2019     | 28 november 2021  | O          |
|                                  | Marta Nováková    | Marta Nováková (1954)    | Minister van Industrie en Handel       | 28 juni 2018      | 30 april 2019     | ANO        |
|                                  | Lubomír Metnar    | Lubomír Metnar (1967)    | Minister van Defensie                  | 28 juni 2018      | 28 november 2021  | O          |
|                                  | Adam Vojtěch      | Adam Vojtěch (1986)      | Minister van Volksgezondheid           | 6 december 2017   | 20 september 2020 | O          |
|                                  | Roman Prymula     | Roman Prymula (1964)     | Minister van Volksgezondheid           | 20 september 2020 | 29 oktober 2020   | O          |
|                                  |                   | Jan Blatný (1970)        | Minister van Volksgezondheid           | 29 oktober 2020   | 7 april 2021      | O          |
|                                  |                   | Petr Arenberger (1958)   | Minister van Volksgezondheid           | 7 april 2021      | 26 mei 2021       | O          |
|                                  | Adam Vojtěch      | Adam Vojtěch (1986)      | Minister van Volksgezondheid           | 26 mei 2021       | 28 november 2021  | O          |
|                                  | Petr Krčál        | Petr Krčál (1964)        | Minister van Arbeid en Sociale Zaken   | 28 juni 2018      | 18 juli 2018      | ČSSD       |
|                                  | Jana Maláčová     | Jana Maláčová (1981)     | Minister van Arbeid en Sociale Zaken   | 18 juli 2018      | 28 november 2021  | ČSSD       |
|                                  | Robert Plaga      | Robert Plaga (1978)      | Minister van Onderwijs, Jeugd en Sport | 6 december 2017   | 28 november 2021  | ANO        |
|                                  | Dan Ťok           | Dan Ťok (1959)           | Minister van Verkeer                   | 4 december 2014   | 30 april 2019     | O          |
|                                  | Vladimír Kremlík  | Vladimír Kremlík (1972)  | Minister van Verkeer                   | 30 april 2019     | 20 januari 2020   | O          |
|                                  | Klára Dostálová   | Klára Dostálová (1971)   | Minister van Regionale Ontwikkeling    | 6 december 2017   | 28 november 2021  | O          |
|                                  | Miroslav Toman    | Miroslav Toman (1960)    | Minister van Landbouw                  | 28 juni 2018      | 28 november 2021  | O          |
|                                  | Antonín Staněk    | Antonín Staněk (1966)    | Minister van Cultuur                   | 28 juni 2018      | 31 juli 2019      | ČSSD       |
| Vacant                           |                   |                          | Minister van Cultuur                   |                   |                   |            |
|                                  | Lubomír Zaorálek  | Lubomír Zaorálek (1956)  | Minister van Cultuur                   | 27 augustus 2019  | 28 november 2021  | ČSSD       |